# Francisco Alcácer García
Francisco Alcácer García, més conegut com a Paco Alcácer (Torrent, l'Horta, 30 d'agost de 1993), és un futbolista professional valencià que juga com a davanter centre al club Emirates. És un davanter pur que s'ofereix pels seus desmarcatges en curt i la seua capacitat per a rematar en circumstàncies adverses.

## Trajectòria
Format en les categories inferiors del València Club de Futbol, Alcácer debuta amb el València Mestalla en la temporada 2009/10, amb 16 anys. Va jugar 15 partits i va fer 3 gols en una temporada en què l'equip va descendir a tercera divisió. Va destacar en el torneig europeu de futbol Sub'17 amb la Selecció Espanyola de Futbol. Malgrat perdre la final contra la Selecció de Futbol d'Anglaterra va ser màxim golejador del torneig. Eixa actuació va despertar l'interès de clubs com l'Arsenal Football Club, AC Milan, FC Barcelona, o Liverpool. Finalment roman a València, viatjant a Eslovènia l'1 de juny de 2010 per realitzar la pretemporada amb el primer equip del València CF.
El 22 de setembre de 2010 va ser convocat a la selecció sub-19 que dirigia Julen Lopetegui.
Malgrat l'interès mostrat pel Vila-real Club de Futbol, per tal que s'incorporara al seu filial, la temporada 2010-2011 jugà en el 2n equip del València, el València Club de Futbol Mestalla, on va ser un titular indiscutible i aconseguint l'ascens a Segona Divisió B. Eixa temporada també aconseguiria debutar amb el primer equip, l'11 de novembre de 2010 en un partit de Copa davant la UD Logroñés. Alcácer jugà els 90 minuts d'un partit que el València guanyà 4-1.
L'1 d'agost de 2011, es va proclamar campió del X Campionat d'Europa sub'19 amb la selecció espanyola a Romania, amb una destacada actuació a la final contra la selecció de la República Txeca, marcant dos gols en la pròrroga en un partit que en va acabar 3-2.
El 12 d'agost del 2011 va marcar el seu primer gol amb la samarreta del València, aquell dia quatribarrada, en el Trofeu Naranja contra la Roma. Aquell mateix dia va morir el seu pare, d'un infart, un fet que va marcar la seva carrera.
El 14 de gener de 2012, Alcácer va fer el seu debut en un partit oficial de Primera divisió, substituint a Sofiane Feghouli els 20 darrers minuts d'un partit que el València va perdre 0-1 en Mestalla davant la Reial Societat.
En agost de 2016 es va fer públic l'interès del FC Barcelona pel jugador, i el desig d'Alcácer per jugar al Camp Nou tot i la negativa de la directiva del València CF a vendre'l. El 29 d'agost es va publicar en premsa el seu fitxatge pel club català, tot i que encara no s'havia fet oficial. Firmaria contracte per cinc temporades amb el club blaugrana, i el Barça pagaria uns 30 milions d'euros fixos al València més 2 de variables. El 30 d'agost es va oficialitzar el seu fitxatge pel Barça, i es varen confirmar aquestes xifres. L'arribada d'Alcácer al club blaugrana va implicar la sortida (cedit) de Munir El Haddadi al València, per una temporada.

### Cessió al Borussia Dortmund
El 28 d'agost del 2018, Alcácer va ser cedit al Borussia Dortmund de la Bundesliga, per un any, amb opció a compra al final de la temporada. El Borussia pagaria dos milions d'euros per la cessió, es faria càrrec de la fitxa i tindria una opció de compra valorada en 23 milions d'euros més cinc en variables.

## Vida personal
El dia 13 d'agost de 2011 el seu pare, de 44 anys, va morir a la porta d'Mestalla després de vore la presentació del jugador amb la samarreta blanc-i-negra. Acompanyat del seu fill, Paco, i la seua dona havien anat a veure la presentació del València Club de Futbol i la celebració del Trofeu Taronja. L'home va morir mitja hora després de vore el gol que marcà el seu fill, que sentencià l'encontre.

## Estadístiques
A 4 gener 2016
| Club              | Temporada         | Lliga   | Lliga | Copa    | Copa | Continental | Continental | Total   | Total |
| Club              | Temporada         | Partits | Gols  | Partits | Gols | Partits     | Gols        | Partits | Gols  |
| ----------------- | ----------------- | ------- | ----- | ------- | ---- | ----------- | ----------- | ------- | ----- |
| València CF       | 2010–11           | 0       | 0     | 1       | 0    | 0           | 0           | 1       | 0     |
| València CF       | 2011–12           | 3       | 0     | 0       | 0    | 0           | 0           | 3       | 0     |
| Getafe CF (cedit) | 2012–13           | 21      | 3     | 3       | 1    | –           | –           | 24      | 4     |
| València CF       | 2013–14           | 23      | 6     | 3       | 1    | 11          | 7           | 37      | 14    |
| València CF       | 2014–15           | 32      | 11    | 4       | 3    | —           | —           | 36      | 14    |
| València CF       | 2015–16           | 16      | 8     | 1       | 0    | 7           | 0           | 25      | 8     |
| Total (València)  | Total (València)  | 74      | 25    | 8       | 4    | 18          | 7           | 100     | 36    |
| Total trajectòria | Total trajectòria | 95      | 28    | 11      | 5    | 18          | 7           | 126     | 40    |

## Palmarès
Amb el FC Barcelona
- Lliga espanyola (1): 2017-18[18]
- Copa del Rei (2): 2016-17[19] i 2017-18.[20]
- Supercopa espanyola (1): 2018[21]

Amb el Borussia Dortmund
- Supercopa alemanya (1): 2019.

Amb el Vila-real CF
- Lliga Europa de la UEFA (1): 2020-21.

Amb la selecció espanyola
- Campionat d'Europa sub-19 (2): 2011 i 2012.